# 부릉! 부릉! 브루미즈
《부릉! 부릉! 브루미즈》(영어: Vroomiz)는 에스에이엠지 엔터테인먼트가 제작한 대한민국의 텔레비전 애니메이션이다.

## 개발제작
《부릉! 부릉! 브루미즈》는 2009년 10월에 발표되었으며, 프랑스 칸에서 열린 같은 해의 MIPJunior에서 라이선싱 시장을 대상으로 공개되었다.

## 등장인물
- 스피더[SPEEDER] (생일: 4월 21일)
- 번지[BUNGI] (생일: 3월 14일)
- 페라[FARRAH] (생일: 5월 15일)
- 피티[P.T.] (생일: 7월 23일)
- 제리[GERRY] (생일: 10월 18일)
- 토미[TOMMY] (생일: 3월 25일)
- 루시[LUCY] (생일: 8월 20일)
- 스펑키[SPUNKY] (생일: 7월 7일)

## 목소리 출연
- 양정화: 스피더, 엄마 돼지(시즌 3), 스마일리
- 엄상현: 번지, 맥타이거, 사이먼, 그리즐리
- 이소영: 페라
- 우정신: 제리, 피기
- 홍소영: 피티, 엄마 돼지(시즌 1~2), 루시(시즌 2), 론다
- 전태열: 버스터, 토미, 제이크, 제브로스키
- 김은아: 루시(시즌 3)
- 송준석: 닥터드래곤, 스펑키, 멍박사
- 정영웅: 깨갱
- 이민규: 깨

## 제작진

### 시즌 1
- 책임프로듀서: 정선경
- 프로듀서: 박정민, 남한길
- 애니메이션 제작
  - 기획: 김수훈
  - 제작 프로듀서: 나희원
  - 제작 코디네이션: 민현기
  - 연출 감독: 조용철
  - 시나리오 감독: 존 하드만
  - 시나리오 작가: 짐 메이건, 아담 비첸, 던 길리스, 노엘 롸잇, 앤 메리 페로타, 틴 슈왈츠, 에릭 쇼
  - 시나리오 번역: 김희영
  - 컨셉 디자인: 이동진, 최수일
  - 스토리보드: 아담 헨리, 칼 토울지, 조원준
  - 모델링 슈퍼바이져: 조규성
  - 모델링: 김미현, 이유진, 홍은선, 김상기, 전지연, 신주영, 이다름, 김순모, 정태화, 임동은, 박창현, 나순호, 장해송
  - 리깅: 장경수, 박희준, 박영선, 손호성
  - 애니메이션 감독: 김영철, 박진호
  - 애니메이션: 김정환, 박주형, 임선영, 곽수진, 정은지, 최진호, 김명조, 장아랑, 김광남, 우정수, 이충석, 박세나, 박새보라, 기경자, 김정미, 황단비, 김봉균, 박나리, 신선주, 전진용, 류옥신, 김석찬, 최유선, 송을랑, 천은숙, 김홍겸, 김남현, 오수민, 전민정, 박미영, 이현주, 백지연, 김슬기, 신미향, 정현주, 안미연, 김영민, 이지헌, 김용주, 송영진, 이수정, 김동민, 이정환
  - 라이팅 슈퍼바이져: 김성곤
  - 라이팅 & 렌더링: 한다연, 신보희, 최지해, 박수진, 이수경, 정성부, 이찬용
  - 이펙트: 김상현, 김성호, 임재완, 홍상범
  - 합성: 정혜민, 김현영, 김진수, 조상현
  - 해외 마케팅 총괄: 윤상철
  - 국내 마케팅 총괄: 김중대
  - 마케팅: 이용수, 양미혜, 송혜은
  - 기획관리: 김홍철, 김연옥, 김종엽
  - 제작 투자: SAMG, EBS, Benex, KOCCA
- 종합 제작
  - 음악감독: 오혜원
  - 음향효과: 최만식 (히드라)
  - 믹싱: 정철호 (리드사운드)
  - 녹음: 스톰
  - 음향: 김태호
  - 기술감독: 정민희
  - 녹음연출: 김래경
- 제작: 삼지애니메이션, EBS, 배넥스인베스트먼트, 한국콘텐츠진흥원
- 제작지원: 방송통신위원회, 방송발전기금

### 시즌 2
- 제작지원: 방송통신위원회, 방송발전기금
- 책임프로듀서: 정선경
- 프로듀서: 박정민, 김래경
- 애니메이션 제작
  - 기획: 김수훈
  - 제작 본부장: 김병우
  - 제작 프로듀서: 나희원
  - 제작 코디네이터: 민현기
  - 연출 감독: 이영준
  - 시나리오 감독: 에릭 쇼, 김수훈
  - 시나리오 작가: 데니스 헤일리, 딘 스테판, 마시 브라운, 마크 재슬로브, 바네사 헤이시스 곤자띠, 스티브 서스타식, 에릭 쇼, 엘레나 로버트슨, 제인 해밀, 카터 크로커, 켄 폰탁, 크리스타 터커, 타일러 리븐, 민현기
  - 시나리오 번역: 김희영
  - 컨셉 디자인 슈퍼바이져: 심경식
  - 컨셉 디자인: 이태훈
  - 스토리보드: 유용준, 이흥수, 서경록, 이혜영, 유재운
  - 모델링 슈퍼바이져: 안도문, 조규성
  - 모델링: 최두열, 홍은선, 김상기, 이다름, 이광욱, 한정훈, 정화령
  - 리깅: 장경수, 박희준, 박영선
  - 애니메이션1팀: 배성은, 김진희, 박세나, 김영은, 전진용, 박새보라, 이민영, 서은학, 전민정, 김선애, 고혜영
  - 애니메이션2팀: 김영철, 이종은, 류옥신, 양경모, 기경자, 최유선, 최진수, 김솔잎, 김경찬, 이아랑, 김용민
  - 애니메이션3팀: 박진호, 김광남, 김동휘, 김등대, 김성재, 박미영, 안용구, 오수민, 이지성, 정수지, 임선영
  - 라이팅 슈퍼바이져: 서보국
  - 라이팅 & 렌더링: 류동우, 이호재, 김성곤, 박준휘, 신수연, 유지숙
  - 이펙트: 김상현, 강명호, 김성호, 임재완
  - 합성 슈퍼바이져: 권수현
  - 합성: 김진수, 정선화
  - 영상 편집: 위민
  - 해외 마케팅 총괄: 윤상철
  - 국내 마케팅 총괄: 김중대
  - 마케팅: 이용수, 양미혜, 송혜은, 류인정, 권기영
  - 기획관리: 권순확, 이경민, 김연옥, 이정아
- 종합 제작
  - 음악 감독: 김정아
  - 오프닝 작사/작곡: 황규동, 김정아
  - 엔딩 작곡: 리차드 딕슨
  - 음악: 김정아, 박진현, 강혜구
  - 믹싱: 박덕수(스톰)
  - 더빙: 허진희
  - 음향효과: 박희찬, 정진교
  - C.G.: 임태식
  - 문자그래픽: 최범석
  - 음향: 김남호
  - 기술감독: 진대중
- 기획: EBS
- 제작: 삼지애니메이션, EBS, 배넥스인베스트먼트, 한국콘텐츠진흥원

### 시즌 3
- 제작지원: 방송통신위원회, 방송발전기금
- 책임프로듀서: 정영홍
- 프로듀서: 심예원
- 애니메이션 제작
  - 기획: 김수훈
  - 기획 코디네이터: 박상글
  - 연출감독: 김영철, 양경모
  - 제작 총괄: 김병우
  - 제작 프로듀서: 김웅주, 이지은, 윤준석, 임철훈
  - 제작 코디네이터: 김영미, 민슬기, 우연이
  - 시나리오 감독: 김수훈
  - 시나리오 슈퍼바이저: 신현덕
  - 시나리오 작가: 최가희
  - 시나리오 보조작가: 최현아
  - 아트 디렉터: 김수훈
  - 캐릭터 디자인: 이동진, 우석화
  - 배경 디자인: 이동진, 우석화
  - 메카닉 디자인: Atelier Wasp
  - 스토리보드 슈퍼바이저: 김승주
  - 스토리보드: 조연성, 양광수, 장환, 김왕엽, 이충식, 김지혜, 김재원, 오선화
  - 스토리보드 보조작가: 윤소영, 한상은
  - 모델링 슈퍼바이저: 조규성
  - 선임 모델러: 최두열, 조윤주, 손현호
  - 모델러: 강민지, 김다운, 조미정, 유정완
  - 리깅: 장경수, 박희준, 박영선
  - 애니메이션 슈퍼바이저: 김영철, 양경모
  - 선임 애니메이터: 김영진, 곽수진, 김상연, 박성배, 나병주, 오원석, 임유진, 김완수, 박재명, 김종일
  - 애니메이터: 고혜영, 김봉용, 김영지, 류한조, 최두식, 김유민, 민슬아, 오수민, 이주희, 전경혜, 민경무, 박세나, 송왕근, 이지성, 전민정, 유주희, 이교진, 이수진, 이은진, 정수지, 정재혁, 우효정, 손성진, 박상권, 구다희, 윤예슬, 박윤희, 김진선, 김은지, 서명보, 박주영, 고아란, 조준상, 기연지, 최정환, 손예나, 장해정, 최민희, 박찬종, 배상민, 백수정, 정영환, 조유리, 차웅, 양지향, 이미지, 최수진
  - 비주얼 슈퍼바이저: 서보국
  - 라이팅 슈퍼바이저: 류동우
  - 라이팅 셋업: 채인수, 이호재, 강음
  - 라이팅/렌더링: 이정아, 이종효, 김태윤, 원대연, 배소정, 홍태영, 이용우, 정나리, 박선영, 김은경, 이상우, 정민홍, 박세준, 백상훈
  - 합성 슈퍼바이저: 김진수
  - 합성: 류지영, 김주정, 박성순, 장재혁, 송여정, 김동환
  - 이펙트 슈퍼바이저: 강명호
  - 이펙트: 김대열, 박두환, 이승진, 박성우, 김효덕, 채종철
  - 모션그래픽: 문승현
  - 스크립트/파이프라인: 김종철
  - 영상 편집: 김웅주, 박설하
  - 콘텐츠 사업 본부: 최규형, 채혜지, 민지영, 이꽃비, 김애주, 김민경, 안소리
  - 경영 지원: 이용혁, 권순확, 김연옥, 김진숙, 박은미
- 종합 제작
  - 음악 감독: 김정아
  - 음향효과 감독: 김지희
  - 녹음/믹싱: 김학주 (사운드 디포)
  - 오프닝 작사/작곡: 황규동, 김정아
  - 엔딩 작곡: 리차드 딕슨
  - 컴퓨터 그래픽: 임태식
  - 문자 그래픽: 이민정
  - 음향: 김종범
  - 기술감독: 이순경
  - 연출: 김래경
- 기획: EBS
- 제작: 삼지애니메이션, EBS, 배넥스인베스트먼트, 한국콘텐츠진흥원